# 杵渕衛
杵渕 衛（きねふち まもる、1933年〈昭和8年〉9月25日 - 2020年〈令和2年〉1月18日）は、日本の政治家。元新潟県栃尾市（現・長岡市）長（4期）。

## 来歴
新潟県古志郡栃尾町（のち栃尾市）出身。新潟県立栃尾高等学校卒。1963年、栃尾市議会議員に初当選し、6期務め、副議長、議長を務める。1986年、栃尾市長に当選し、4期務める。2002年に落選した。

## 栄典
- 1991年 - 藍綬褒章
- 2006年 - 旭日中綬章[3]
- 2020年 - 従四位[4]